# Lawrence J. DeLucas
Lawrence James „Larry“ DeLucas (* 11. Juli 1950 in Syracuse, New York) ist ein ehemaliger US-amerikanischer Astronaut.

## Ausbildung
DeLucas erhielt 1972 einen Bachelor in Chemie und 1974 einen Master in Chemie. 1979 erhielt er einen Bachelor in Physiological Optics und 1981 verfasste er eine Doktorarbeit in Optometrie und 1982 eine Doktorarbeit in Biochemie. Insgesamt besitzt er vier Ehrendoktorwürden.
Er ist Professor für Optometrie an der University of Alabama in Birmingham.

## Astronautentätigkeit

### STS-50
Während der Mission STS-50 war DeLucas Nutzlastspezialist auf der Raumfähre Columbia. Die Mission startete am 25. Juni 1992. Die Primärnutzlast war das Mikrogravitationslabor USML-1, einem bemannten Spacelab-Modul. Es wurden zahlreiche Experimente zur Erforschung des Kristallwachstums von Zeolith, der Oberflächenspannungsphysik und menschlicher Physiologie durchgeführt.

## Privates
Lawrence DeLucas ist verheiratet und hat drei Kinder.